# Gmina Bilisht
Gmina Bilisht (alb. Bashkia Bilisht) – gmina miejska położona we wschodniej części Albanii. Administracyjnie należy do okręgu Devoll w obwodzie Korcza. W 2011 roku populacja gminy wynosiła 6 250 osób, 3 173 kobiety oraz 3 077 mężczyzn, z czego Albańczycy stanowili 88,00% mieszkańców, Grecy 1,46%, Rumunii 1,79% a Mecedończycy 1.57%.